# Cyphocleonus
Cyphocleónus — рід жуків родини Довгоносики (Curculionidae).

## Зовнішній вигляд
Жуки цього роду мають середній та досить великий розмір: 9,5-18 мм у довжину. Основні ознаки:
- головотрубка із серединним кілем та двома бічними кілями
- 1-й  членик джгутика вусиків довший за 2-й
- ширина передньоспинки трохи довша від своєї довжини, без лопатей за очима, задній край її посередині кутовидно витягнутий, а середина зверху вкрита чорними зернятками
- надкрила принаймні при основі вкриті чорними зернятками, поздовжні борозенки з крапочок дуже тонкі, ледь помітні
- перші членики задніх лапок не видовжені, кігтики зрослися
- Тіло зверху вкрите чорно-білими плямами, а на черевці знизу — чорними голими крапками

Фотографії видів цього роду дивись на.

## Спосіб життя
Достатньо вивчений, фактично, лише для двох видів. У решти, ймовірно, він також типовий для Cleonini.
В Україні імаго Cyphocleonus achates зустрічаються у піщаних біотопах півдня і пов'язані з рослинами родини айстрових. Дорослі жуки живляться листям різних видів волошок. Самка викопує біля основи стебла ямку, вигризає на поверхні кореневої шийки заглиблення і відкладає у нього яйце. Личинка, яка виходить, живиться тканинами і поступово рухається донизу. Корінь у цьому місці утворює гал. Завершуючи розвиток, личинка облаштовує в корені камеру з ущільненими стінками, в якій заляльковується. Дорослий жук полишає камеру і зимує поза рослиною, ймовірно — у верхньому шарі ґрунту.
Cyphocleonus dealbatus (синонім Cyphocleonus tigrinus Panzer, 1789) — звичайний по всій Україні довгоносик. Його імаго і личинки пов'язані із декількома видами полину, деревієм та іншими видами айстрових. Імаго живляться листям і молодими пагонами цих та інших айстрових.

## Географічне поширення
Ареал роду в цілому охоплює майже всю Палеарктику — від Португалії і Марокко до Японії і від Ізраїлю до Фінляндії. Щоправда, більшість видів мають у цих межах невеликі ареали. Наприклад, Cyphocleonus armitagei відомий лише з двох Канарських островів, а Cyphocleonus samaritanus — тільки з Ізраїлю. Один вид інтродукований у Північну Америку (дивись «Практичне значення»). П'ять видів цього роду зареєстровані в фауні України.

## Практичне значення
Довгоносик Cyphocleonus dealbatus є потенційним шкідником лікарських, інсектицидних ромашок та декоративних айстрових. Жук Cyphocleonus achates інтродукований у Північну Америку для боротьби з європейськими волошками — пасовищними бур'янами

## Класифікація
У роді Cyphocleonus описано щонайменше 14 видів, один з яких має два підвиди. Перелік їх наведено нижче, види української фауни виділені кольором:
| - Cyphocleonus achates Fåhraeus, 1842 - Cyphocleonus adumbratus Gebler, 1833 - Cyphocleonus altaicus Gebler, 1830 - Cyphocleonus armitagei Wollaston, 1864 - Cyphocleonus bisignatus Roelofs, 1783 - Cyphocleonus cenchrus Pallas, 1781 - Cyphocleonus dealbatus Gmelin, 1790 | - Cyphocleonus immemoratus Ter-Minasian, 1962 - Cyphocleonus lejeunei exanthematicus Fairmaire, 1883 - Cyphocleonus lejeunei lejeunei Fairmaire, 1866 - Cyphocleonus samaritanus Reiche & Saulcy, 1858 - Cyphocleonus sparsus Gyilenhal, 1834 - Cyphocleonus sventeniusi Roudier, 1957 - Cyphocleonus testatus Gyilenhal, 1834 - Cyphocleonus trisulcatus Herbst, 1795 |